# Daniel Patrick Reilly
Daniel Patrick Reilly (* 12. Mai 1928 in Providence, Rhode Island; † 18. Juni 2024 in Shrewsbury, Massachusetts) war ein US-amerikanischer römisch-katholischer Geistlicher und Bischof von Worcester.

## Leben
Daniel Patrick Reilly besuchte zunächst die St. Michael’s Parish School in Providence und von 1943 bis 1948 das Kleine Seminar Our Lady of Providence in Warwick. Von 1948 bis 1953 studierte er Philosophie und Katholische Theologie am Priesterseminar in Saint-Brieuc in Frankreich. Am 30. Mai 1953 empfing er in der Kathedrale Saints Peter and Paul in Providence durch den Bischof von Providence, Russell Joseph McVinney, das Sakrament der Priesterweihe für das Bistum Providence.
Reilly war nach der Priesterweihe zunächst als Pfarrvikar an der Kathedrale Saints Peter and Paul in Providence tätig, bevor er im September 1954 stellvertretender Kanzler der Kurie des Bistums Providence wurde. Daneben absolvierte er weiterführende Studien im Fach Betriebswirtschaftslehre an der Harvard Business School (1954–1955) und am Boston College in Chestnut Hill (1955–1956). Im September 1956 wurde Reilly persönlicher Sekretär des Bischofs von Providence, Russell Joseph McVinney. In dieser Funktion begleitete er Russell Joseph McVinney von 1962 bis 1964 bei zwei Sitzungsperioden des Zweiten Vatikanischen Konzils. Von 1964 bis 1972 fungierte er als Kanzler der Kurie. Am 29. Januar 1965 verlieh ihm Papst Paul VI. den Ehrentitel Päpstlicher Hausprälat. Von August 1971 bis Januar 1972 leitete Reilly zudem das Bistum Providence während der Sedisvakanz nach dem Tod von Russell Joseph McVinney als Diözesanadministrator. Ab April 1972 war er Generalvikar des Bistums Providence. Daneben wirkte er als Kaplan der Kolumbusritter im Bundesstaat Rhode Island.
Papst Paul VI. ernannte ihn am 5. Juni 1975 zum Bischof von Norwich. Der Erzbischof von Hartford, John Francis Whealon, spendete ihm am 6. August desselben Jahres in der Kathedrale Saint Patrick in Norwich die Bischofsweihe; Mitkonsekratoren waren Vincent Joseph Hines, emeritierter Bischof von Norwich, und Louis Edward Gelineau, Bischof von Providence. Reilly wählte den Wahlspruch In kindness and in truth („In Güte und Wahrheit“). Als Bischof von Norwich war Reilly zudem Kaplan der Kolumbusritter im Bundesstaat Connecticut.
Am 27. Oktober 1994 bestellte ihn Papst Johannes Paul II. zum Bischof von Worcester. Die Amtseinführung erfolgte am 8. Dezember desselben Jahres. Reilly wirkte als Bischof von Worcester zusätzlich als Kaplan der Kolumbusritter im Bundesstaat Massachusetts.
In der US-amerikanischen Bischofskonferenz leitete Reilly zudem zeitweise die Kommission für internationale Politik. In dieser Funktion nahm er 1995 an einer Delegationsreise der USA nach Nordirland und in die Republik Irland teil, um im Nordirlandkonflikt zu vermitteln. Später gehörte er in der Bischofskonferenz der Pastoralkommission und der National Catholic Cemetery Conference an. Außerdem fungierte er einige Zeit als Vorsitzender der Catholic Relief Services. 1983 wirkte er bei der Abfassung des gemeinsamen Hirtenbriefs der Bischofskonferenz über Atomwaffen mit dem Titel The Challenge to Peace mit. Überdies war er von 1980 bis 1988 Mitglied des Päpstlichen Rates Cor Unum. Am 15. September 1994 berief ihn Johannes Paul II. für fünf Jahre zusätzlich zum Konsultor des Päpstlichen Rates für Gerechtigkeit und Frieden. Darüber hinaus war Reilly Trustee der Catholic Near East Welfare Association, der Assumption University in Worcester, des St. Vincent Hospital in Worcester, des Catholic Mutual Relief Society of Omaha and Nebraska und der St. Mary’s University in Baltimore. Ferner gehörte er dem Vorstand von Emmanuel Communications in Worcester an.
Reilly erhielt Ehrendoktorwürden des College of the Holy Cross (1996) und der Assumption University in Worcester (1995), des Anna Maria College in Paxton (1995), des Our Lady of Providence College Seminary, des Providence College, des Salve Regina College in Newport, der Sacred Heart University in Fairfield, des Holy Apostles College and Seminary in Cromwell und des Saint Michael’s College in Colchester.
Papst Johannes Paul II. nahm am 9. März 2004 das altersbedingte Rücktrittsgesuch von Daniel Patrick Reilly an. Danach war Reilly einige Jahre als Seelsorger an der Kathedrale Saint Paul in Worcester tätig. Später lebte er zunächst in der Notre Dame Long Term Care Facility in Worcester und schließlich im Nursing and Rehabilitation Center in Shrewsbury, wo er im Juni 2024 im Alter von 96 Jahren starb. Er wurde auf dem St. Ann Cemetery in Cranston beigesetzt.